# Родюкова, Валентина Трофимовна
Валентина Трофимовна Родюкова (1926 — 2015) — советский инженер-железнодорожник, начальник железнодорожной станции Балашов I. Герой Социалистического Труда (1981).

## Биография
Родилась 2 декабря 1926 года в городе Балашов в семье железнодорожника.
С 1947 года после окончания Московского железнодорожного техникума и получения специальности — техника по эксплуатации железной дороги, начала работать —  весовщицей, затем работала приёмщиком поездов, дежурным по станции, инженером-экономистом по контейнерным перевозкам.
После окончания Всесоюзного заочного института инженеров железнодорожного транспорта работала — заместителем начальника и начальником станции Балашов I. Под руководством В. Т. Родюковой коллектив станции стал лидером в социалистическом соревновании на Приволжской железной дороге. За отличную работу коллектив станции получил Знамя Совета Министров СССР и  был занесён на Доску почёта ВДНХ СССР.
28 февраля 1974 года Указом Президиума Верховного Совета СССР «за выдающиеся трудовые успехи» Валентина Трофимовна Родюкова была награждена Орденом Трудового Красного Знамени.
2 апреля 1981 года Указом Президиума Верховного Совета СССР «за выдающиеся производственные достижения, досрочное выполнение заданий десятой пятилетки и социалистических обязательств» Валентина Трофимовна Родюкова была удостоена звания Героя Социалистического Труда с вручением Ордена Ленина и золотой медали «Серп и Молот».
Помимо основной деятельности В. Т. Родюкова избиралась депутатом Балашовского Совета народных депутатов.
Жила в городе Балашов. Ушла из жизни 25 февраля 2015 года.

## Награды
- Медаль «Серп и Молот» (2.04.1981)
- Орден Ленина (2.04.1981)
- Орден Трудового Красного Знамени (28.02.1974)

### Звания
- Почётный железнодорожник
- Почётный гражданин Балашовского муниципального района